# ドニ・ゴーティエ
ドゥニ・ゴーティエ（Denis Gaultier 、1603年 - 1672年）はフランスのリュート奏者・作曲家。従兄にエヌモン・ゴーティエがおり、二人は近しい間柄だった。二人を区別するためにドゥニ・ゴーティエは「若きゴーティエ」と呼ばれたが、それでもなお当時の出版社はしばしば両者を取り違えていた。
おそらくパリのオルガン奏者シャルル・ラケの弟子であり、その死を悼んでゴーティエはトンボーを作曲している。ゴーティエは宮廷楽団員を務めたことはなかったが、サロンにおける演奏を通じて名声を博した。
ゴーティエ作品は、主にリュートのための舞曲組曲で占められている。後半生において以下の3つの曲集が出版されている。
- 《神々の修辞学 La rhétorique des dieux》（1652年、12の旋法を用いた組曲集）
- 《新しい3つの様式によるリュート曲集 Pièces de luth sur trois différens modes nouveaux 》（1670年ごろ）
- 《ゴーティエ氏とその従弟で若きゴーティエ氏によるタブラチュア集 Livre de tablature ... de Mr. Gaultier Sr. de Nève et de Mr. Gaultier son cousin》（1672年ごろ）